# Matty Cash
Matty Cash (Slough, 1997. augusztus 7. –) angol születésű lengyel válogatott labdarúgó, az Aston Villa hátvédje.

## Pályafutása

### Klubcsapatokban
Matty Cash az angliai Slough városában született. Az ifjúsági pályafutását a Wycombe Wanderers és a FAB Academy csapataiban kezdte, majd 2014-ben a Nottingham Forest akadémiájánál folytatta.
2016-ban kölcsönben mutatkozott be a Dagenham & Redbridge negyedosztályban szereplő felnőtt csapatában. Először a 2016. március 8-ai, Carlisle United ellen 0–0-ás döntetlennel zárult mérkőzésen lépett pályára. A következő fordulóban, március 12-én megszerezte első profi gólját is a Hartlepool United ellen 3–1-re elvesztett találkozón. A Nottingham Forest első csapatában 2016. augusztus 20-án, a Wigan Athletic ellen 4–3-ra megnyert bajnokin debütált.
2020. szeptember 3-án az Premier League-ben érdekelt Aston Villa együtteséhez szerződött. Először a 2020. szeptember 21-ei, Sheffield United ellen 1–0-ra megnyert mérkőzésen lépett pályára. Első gólját 2021. szeptember 18-án, az Everton ellen 3–0-ás győzelemmel zárult találkozón szerezte.

### A válogatottban
Cash 2021-ben debütált a lengyel válogatottban. Először 2021. november 12-én, Andorra ellen idegenben 4–1-re megnyert VB-selejtező 64. percében, Przemysław Frankowski cseréjeként lépett pályára.

## Statisztikák
2023. május 28. szerint
| Klub                              | Szezon   | Osztály        | Bajnokság | Bajnokság | Kupa és ligakupa | Kupa és ligakupa | Nemzetközi | Nemzetközi | Összesen | Összesen |
| Klub                              | Szezon   | Osztály        | Meccs     | Gól       | Meccs            | Gól              | Meccs      | Gól        | Meccs    | Gól      |
| --------------------------------- | -------- | -------------- | --------- | --------- | ---------------- | ---------------- | ---------- | ---------- | -------- | -------- |
| Dagenham & Redbridge (kölcsönben) | 2015–16  | League Two     | 12        | 3         | —                | —                | —          | —          | 12       | 3        |
| Nottingham Forest                 | 2016–17  | Championship   | 28        | 0         | 2                | 0                | —          | —          | 30       | 0        |
| Nottingham Forest                 | 2017–18  | Championship   | 23        | 2         | 2                | 0                | —          | —          | 25       | 2        |
| Nottingham Forest                 | 2018–19  | Championship   | 36        | 6         | 5                | 2                | —          | —          | 41       | 8        |
| Nottingham Forest                 | 2019–20  | Championship   | 42        | 3         | 3                | 0                | —          | —          | 45       | 3        |
| Nottingham Forest                 | Összesen | Összesen       | 129       | 11        | 12               | 2                | 0          | 0          | 141      | 13       |
| Aston Villa                       | 2020–21  | Premier League | 28        | 0         | 0                | 0                | —          | —          | 28       | 0        |
| Aston Villa                       | 2021–22  | Premier League | 38        | 4         | 2                | 0                | —          | —          | 40       | 4        |
| Aston Villa                       | 2022–23  | Premier League | 26        | 0         | 2                | 0                | —          | —          | 28       | 0        |
| Aston Villa                       | Összesen | Összesen       | 92        | 4         | 4                | 0                | 0          | 0          | 96       | 4        |
| Összesen                          | Összesen | Összesen       | 233       | 18        | 16               | 2                | 0          | 0          | 249      | 20       |

### A válogatottban
| Válogatott    | Év       | Pályára lépés | Gól |
| ------------- | -------- | ------------- | --- |
| Lengyelország | 2021     | 2             | 0   |
| Lengyelország | 2022     | 9             | 1   |
| Lengyelország | 2023     | 1             | 0   |
| Összesen      | Összesen | 12            | 1   |

#### Góljai a válogatottban
| # | Időpont          | Helyszín                                 | Ellenfél  | Gólok | Eredmény | Kiírás                                     |
| - | ---------------- | ---------------------------------------- | --------- | ----- | -------- | ------------------------------------------ |
| 1 | 2022. június 11. | Feijenoord Stadion, Rotterdam, Hollandia | Hollandia | 1–0   | 2–2      | 2022–2023-as UEFA Nemzetek Ligája (A liga) |